# Chris Knopf
Pour les articles homonymes, voir Knopf.
Chris Knopf, né en 1951 à Philadelphie, en Pennsylvanie, aux États-Unis, est un écrivain américain, auteur de roman policier.

## Biographie
Il grandit aux États-Unis et à Londres. Il exerce divers emplois et notamment, pendant plusieurs années, celui de consultant en relations publiques, avant de se lancer dans l'écriture de divers textes à vocation surtout publicitaire, tout en continuant d'assumer la direction, en collaboration avec sa femme, d'une agence de communications dans le Connecticut jusqu'en 2000.
En 2005, il publie son premier roman, The Last Refuge. C'est le premier volume d'une série consacrée à Sam Acquillo, un ingénieur à la retraite dans les années 1950 à Southampton, sur l'île de Long Island, dans l'État de New York. En 2010, avec Short Squeeze, il amorce une deuxième série ayant pour héros Jackie Swaitkowski, une avocate spécialisée dans l'immobilier et ami de Sam Acquillo.
En 2012, il commence une troisième série mettant en scène Arthur Cathcart, un inventeur cherchant la vérité sur l'assassinat de sa femme. Avec le premier roman de cette série, Dead Anyway, paru en 2012, il est lauréat du prix Nero 2013.

## Œuvre

### Romans

#### SérieSam Acquillo
- The Last Refuge (2005)
- Two Time (2005)
- Head Wounds (2008)
- Hardstop (2009)
- Black Swan (2011)
- Cop Job (2015)
- Back Lash (2016)
- Tango Down (2017)
- Deep Dive (2019)

#### SérieJackie Swaitkowski
- Short Squeeze (2010)
- Bad Bird (2011)
- Ice Cap (2012)

#### SérieArthur Cathcart
- Dead Anyway (2012)
- Cries of the Lost (2013)
- A Billion Ways to Die (2014)

#### Autres romans
- Elysiana (2010)
- You’re Dead (2018)

## Prix et distinctions

### Prix
- Prix Nero 2013 pour Dead Anyway[1]